# Ulva

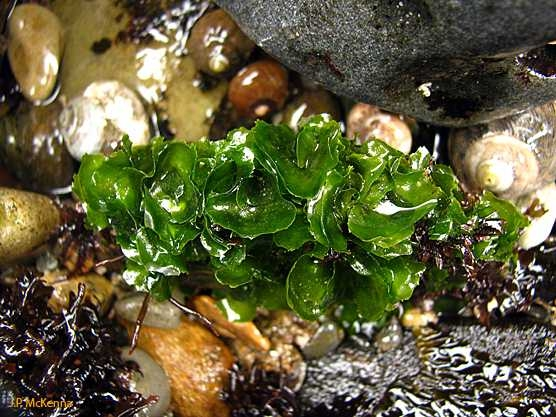
Ulva californica.

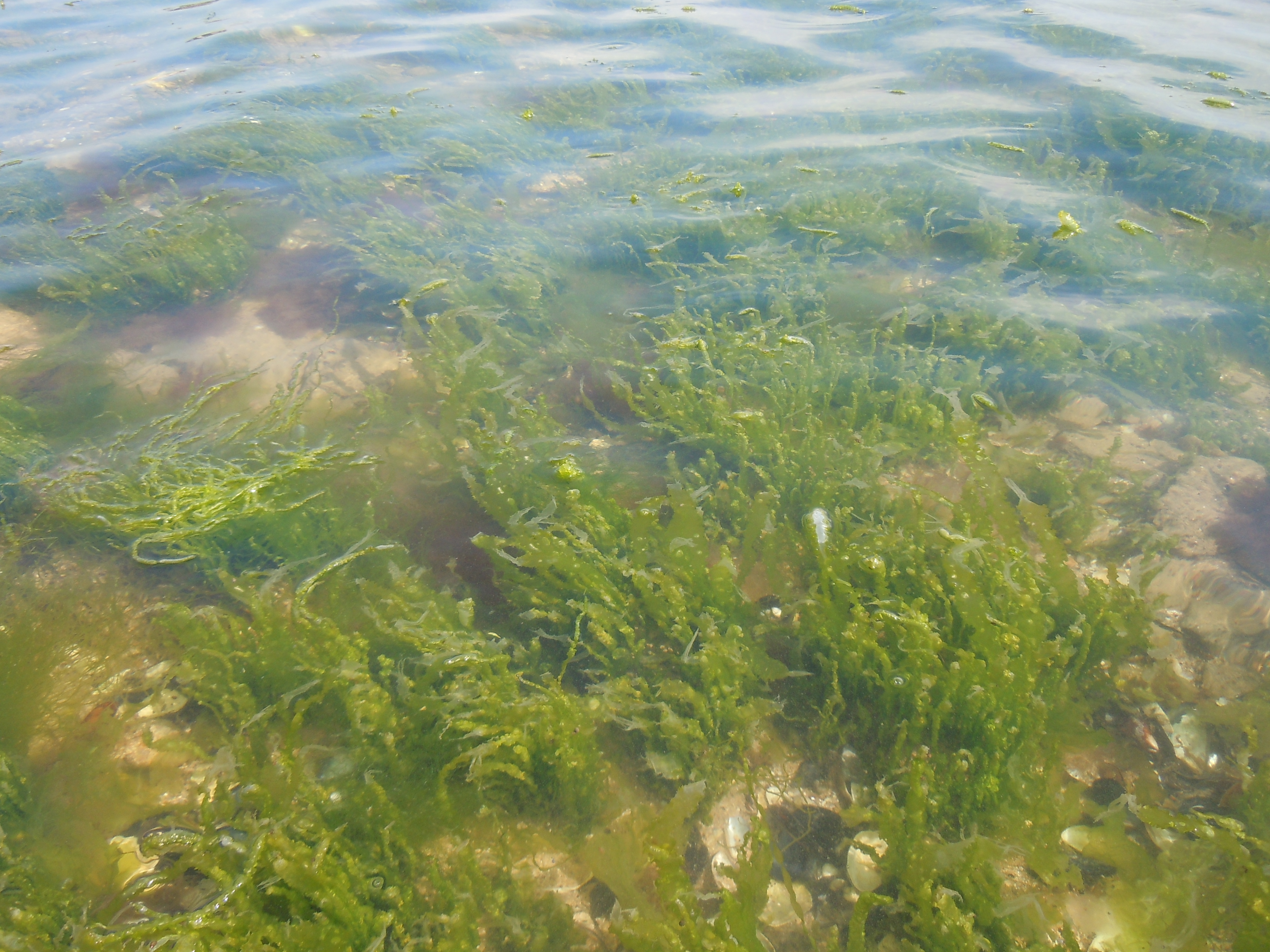
Tapete de Ulva intestinalis numa poça de maré.

Ulva linnaeus, 1753 é um género de algas verdes pertencentes à família Ulvaceae que inclui as espécies conhecidas pelo nome comum de alfaces-do-mar, com uma ampla distribuição natural ao longo das costas de todos os oceanos. São amplamente utilizadas na biologia devido à sua facilidade de cultivo e rápido crescimento. Elas servem como modelos em estudos ecológicos e fisiológicos, ajudando a compreender processos como fotossíntese, crescimento e resposta a diferentes condições ambientais. Além disso, também são alimentos em países como Escandinávia, Grã Bretanha, Irlanda, China e Japão (onde são conhecidas como "aosa"). Podem ser comidas cruas em saladas ou cozidas em sopas, sendo ricas em proteínas, fibras e numa variedade de vitaminas e minerais, incluindo o ferro.

## Descrição
O gênero Ulva agrupa um conjunto de espécies de algas verdes comestíveis com ampla distribuição natural ao longo das costas de todo os oceanos e mares. A espécie tipo do gênero Ulva é a espécie Ulva lactuca, na qual o epíteto específico lactuca,  latim para "alface", está na base do nome comum das espécies do gênero, conhecidas em diversas línguas europeias pelo equivalente a alface-do-mar. O gênero foi alargado pra incluir as espécies previamente classificadas como pertencentes ao gênero Enteromorpha, cujos antigos membros são conhecidos, e alguns casos comercializados, sob o nome de nori verde como substitutos do nori (Porphyra sp.) para uso em saladas e sopas e na confecção de sushi.
As espécies do gênero Ulva apresentam lâminas de coloração verde brilhante, ocorrendo primariamente em ambientes marinhos, embora algumas espécies vivam em águas salobras, em ambientes estuarinos e poucas espécies em água doce. Dependentes de luminosidade intensa, preferem habitats onde as algas se possam fixar sobre substratos rochosos, ocorrendo desde a parte inferior da zona intertidal até cerca dos 10 m de profundidade em águas transparentes de recessos calmos e protegidos da costa. As espécies de Ulva forma geralmente aglomerados densos, preenchendo as zonas mais abrigadas e ensolaradas de poças e recessos costeiros.
A forma das lâminas de Ulva são muito variadas, indo desde quase circulares e ovaladas até formas longas e estreitas, variando em tamanho desde sub-microscópicas até aos 65 cm de comprimento. Apresentam texturas finas e sedosas, com margens cerosas frequentemente onduladas. A espessura das lâminas, em geral formadas por apenas duas camadas de células, raramente ultrapassa os 40 mícron.
Muitas espécies de alface-do-mar são importantes fontes de alimento humano nas regiões costeiras da Escandinávia, Grã-Bretanha, Irlanda, China e Japão (onde este alimento é conhecido por aosa). O consumo é feito maioritariamente cru, em saladas, ou cozida em sopas. É um alimento rico em proteínas, em fibra dietética solúvel e numa grande variedade de vitaminas e sais minerais, especialmente o ferro.
A algas deste gênero produzem ulvanos, um tipo de polissacarídeos aniónicos sulfatados solúveis na águas utilizados na produção de nanomateriais.

## Espécies
O gênero Ulva foi alargado pela inclusão do género Enteromorpha (Link, 1820) a designação taxonómica dada a um gênero de macroalgas eurihalinas de talos tubulares, comuns nas zonas costeiras temperadas.
A análise genética levou a que as espécies que o integravam fossem reclassificadas e integradas no gênero Ulva, que anteriormente apenas integrava as espécies membranáceas não tubulares conhecidas por alfaces-do-mar. Com esta integração o género foi extinto, sendo actualmente considerado como um sinónimo parcial de Ulva.
O género Enteromorpha foi proposto por Johann Heinrich Friedrich Link em 1820, a partir da desagregação do género Ulva publicado por Lineu em 1753. A espécie tipo considerada foi a Ulva intestinalis. Com essa divisão as algas membranáceas com foliação distromática (como a alface-do-mar) foram mantidas no género Ulva, transitando as algas com talos tubulares (como a erva-patinha) para o novo género Enteromorpha.
Na sua presente circunscrição taxonómica (após integração de Enteromorpha) o género Ulva inclui as seguintes espécies:
- Ulva acanthophora (Kützing) Hayden, Blomster, Maggs, P.C. Silva, Stanhope & J.R. Waaland, 2003
- Ulva anandii Amjad & Shameel, 1993
- Ulva arasakii Chihara, 1969
- Ulva atroviridis Levring, 1938
- Ulva beytensis Thivy & Sharma, 1966
- Ulva bifrons Ardré, 1967
- Ulva brevistipita V.J. Chapman, 1956
- Ulva burmanica (Zeller) De Toni, 1889
- Ulva californica Wille, 1899
- Ulva chaetomorphoides (Børgesen) Hayden, Blomster, Maggs, P.C. Silva, M.J. Stanhope & J.R. Waaland, 2003
- Ulva clathrata (Roth) C. Agardh, 1811
- Ulva compressa Linnaeus, 1753
- Ulva conglobata Kjellman, 1897
- Ulva cornuta Lightfoot, 1777
- Ulva covelongensis V. Krishnamurthy & H. Joshi, 1969
- Ulva crassa V.J. Chapman, 1956
- Ulva crassimembrana (V.J. Chapman) Hayden, Blomster, Maggs, P.C. Silva, M.J. Stanhope & J.R. Waaland, 2003
- Ulva curvata (Kützing) De Toni, 1889
- Ulva denticulata P.J.L. Dangeard, 1959
- Ulva diaphana Hudson, 1778
- Ulva elegans Gayral, 1960
- Ulva enteromorpha Le Jolis, 1863
- Ulva erecta (Lyngbye) Fries
- Ulva expansa (Setchell) Setchell & N.L. Gardner, 1920
- Ulva fasciata Delile, 1813
- Ulva flexuosa Wulfen, 1803
- Ulva geminoidea V.J. Chapman, 1956
- Ulva gigantea (Kützing) Bliding, 1969
- Ulva grandis Saifullah & Nizamuddin, 1977
- Ulva hookeriana (Kützing) Hayden, Blomster, Maggs, P.C. Silva, M.J. Stanhope & J.R. Waaland
- Ulva hopkirkii (M'Calla ex Harvey) P. Crouan & H. Crouan
- Ulva howensis (A.H.S. Lucas) Kraft, 2007
- Ulva indica Roth, 1806
- Ulva intestinalis Linnaeus, 1753
- Ulva intestinaloides (R.P.T. Koeman & Hoek) Hayden, Blomster, Maggs, P.C. Silva, M.J. Stanhope & J.R. Waaland, 2003
- Ulva javanica N.L. Burman, 1768
- Ulva kylinii (Bliding) Hayden, Blomster, Maggs, P.C. Silva, M.J. Stanhope & J.R. Waaland, 2003
- Ulva lactuca Linnaeus, 1753
- Ulva laetevirens J.E. Areschoug, 1854
- Ulva laingii V.J. Chapman, 1956
- Ulva linearis P.J.L. Dangeard, 1957
- Ulva linza Linnaeus, 1753
- Ulva lippii Lamouroux
- Ulva litoralis Suhr ex Kützing
- Ulva littorea Suhr
- Ulva lobata (Kützing) Harvey, 1855
- Ulva marginata (J. Agardh) Le Jolis
- Ulva micrococca (Kützing) Gobi
- Ulva neapolitana Bliding, 1960
- Ulva nematoidea Bory de Saint-Vincent, 1828
- Ulva ohnoi Hiraoka & Shimada, 2004
- Ulva olivascens P.J.L. Dangeard
- Ulva pacifica Endlicher
- Ulva papenfussii Pham-Hoang Hô, 1969
- Ulva parva V.J. Chapman, 1956
- Ulva paschima Bast
- Ulva patengensis Salam & Khan, 1981
- Ulva percursa (C. Agardh) C. Agardh
- Ulva pertusa Kjellman, 1897
- Ulva phyllosa (V.J. Chapman) Papenfuss
- Ulva polyclada Kraft, 2007
- Ulva popenguinensis P.J.L. Dangeard, 1958
- Ulva porrifolia (S.G. Gmelin) J.F. Gmelin
- Ulva profunda W.R. Taylor, 1928
- Ulva prolifera O.F.Müller, 1778
- Ulva pseudocurvata Koeman & Hoek, 1981
- Ulva pseudolinza (R.P.T. Koeman & Hoek) Hayden, Blomster, Maggs, P.C. Silva, M.J. Stanhope & J.R. Waaland, 2003
- Ulva pulchra Jaasund, 1976
- Ulva quilonensis Sindhu & Panikkar, 1995
- Ulva radiata (J. Agardh) Hayden, Blomster, Maggs, P.C. Silva, M.J. Stanhope & J.R. Waaland, 2003
- Ulva ralfsii (Harvey) Le Jolis, 1863
- Ulva ranunculata Kraft & A.J.K. Millar, 2000
- Ulva reticulata Forsskål, 1775
- Ulva rhacodes (Holmes) Papenfuss, 1960
- Ulva rigida C. Agardh, 1823
- Ulva rotundata Bliding, 1968
- Ulva saifullahii Amjad & Shameel, 1993
- Ulva serrata A.P.de Candolle
- Ulva simplex (K.L. Vinogradova) Hayden, Blomster, Maggs, P.C. Silva, M.J. Stanhope & J.R. Waaland, 2003
- Ulva sorensenii V.J. Chapman, 1956
- Ulva spinulosa Okamura & Segawa, 1936
- Ulva stenophylla Setchell & N.L. Gardner, 1920
- Ulva sublittoralis Segawa, 1938
- Ulva subulata (Wulfen) Naccari
- Ulva taeniata (Setchell) Setchell & N.L. Gardner, 1920
- Ulva tanneri H.S. Hayden & J.R. Waaland, 2003
- Ulva tenera Kornmann & Sahling
- Ulva torta (Mertens) Trevisan, 1841
- Ulva tuberosa Palisot de Beauvois
- Ulva uncialis (Kützing) Montagne, 1850
- Ulva uncinata Mohr
- Ulva uncinata Mertens
- Ulva usneoides Bonnemaison
- Ulva utricularis (Roth) C. Agardh
- Ulva utriculosa C. Agardh
- Ulva uvoides Bory de Saint-Vincent
- Ulva ventricosa A.P.de Candolle

Permanecem em situação indefinida (nomina dubia) as seguintes potenciais espécies:
- Ulva costata Wollny, 1881
- Ulva repens Clemente, 1807
- Ulva tetragona A.P.de Candolle, 1807

## Importância ecológica
São reconhecidas como bioindicadores de qualidade ambiental, especialmente em ecossistemas aquáticos, respondendo rapidamente a mudanças na qualidade da água, como a presença de nutrientes e poluentes. Esse atributo permite que pesquisadores monitorem e avaliem a saúde de ambientes costeiros, auxiliando na detecção de eutrofização e outros impactos ambientais. 
Algas do gênero Ulva possuem a capacidade de absorver nutrientes diretamente da água, o que as tornam muito sensíveis a variações na concentração de compostos como nitratos e fosfatos.  Essa sensibilidade é essencial para sua função como bioindicadores, pois a proliferação excessiva de Ulva pode indicar um aumento na carga de nutrientes, normalmente associado a atividades humanas, como escoamento agrícola e despejo de esgoto. Este fenômeno, conhecido como “maré verde”, pode sinalizar um processo de eutrofização, onde o excesso de nutrientes leva à diminuição de oxigênio na água e à morte de outras formas de vida aquática. 

Além disso, as ulvas (alfaces-do-mar) também têm potencial biotecnológico e são usadas na produção de bioetanol, como fonte de biomassa renovável e em aplicações na alimentação humana e animal devido ao seu perfil nutritivo. Sua capacidade de acumular metais pesados também as torna úteis em estudos de toxicologia ambiental, permitindo a avaliação de poluentes que podem impactar não só os ecossistemas marinhos, mas também a saúde humana por meio da cadeia alimentar. 